# استفانی گندی
استفانی گندی (انگلیسی: Stephanie Gandy؛ زادهٔ ۱۰ مهٔ ۱۹۸۲) بازیکن بسکتبال اهل ایالات متحده آمریکا است.